# La Princesse des barbares
La Princesse des barbares est le troisième album publié dans la série Donjon Zénith de la saga Donjon, numéroté 3, dessiné par Lewis Trondheim, écrit par Lewis Trondheim et Joann Sfar, mis en couleur par Walter et publié en février 2000.

## Résumé
Lors d'une réunion avec les délégués du personnel du Donjon, le Gardien (Hyacinthe de Cavallère) décide, pour contrer les difficultés financières du Donjon, d'envoyer à travers tout Terra Amata des lettres écrites par Herbert de Vaucanson et annonçant que la Princesse Isis de Céphalonie est retenue prisonnière au Donjon, ceci pour attirer les aventuriers afin de renflouer les caisses. Malheureusement pour Herbert et le Gardien, la princesse Isis existe réellement, elle est la fille de l'Ataman, souverain des Kochaques, et elle a disparu. Comble de malchance, Isis s'est introduit subrepticement dans le Donjon et elle est recherchée par son frère, qui officieusement veut la tuer. Marvin et Herbert vont donc tenter de trouver une solution à cet imbroglio...